# Mangunharjo (Ngawi)
Mangunharjo is een bestuurslaag in het regentschap Ngawi van de provincie Oost-Java, Indonesië. Mangunharjo telt 5424 inwoners (volkstelling 2010).